# Fiediukowo (okręg miejski Podolska)
Fiediukowo (ros. Федюково) – wieś (dieriewnia) w Rosji, w obwodzie moskiewskim, w okręgu miejskim Podolska. W 2010 liczyła 2785 mieszkańców.